# Gabriel Pozzo
Gabriel Pozzo (* 26. března 1979) je argentinský jezdec rallye, který se účastní mistrovství světa v rallye. Jeho spolujezdcem byl po léta Daniel Stillo. Je mistrem PWRC sezóny 2001. V letech 2002 až 2003 jezdil Pozzo za tým Škoda Motorsport.
V roce 2001 se stal šampionem ve skupině N (PWRC) v rámci Mistrovství světa v rallye, titul vicemistra pak získal v roce 2007. V mistrovství Argentiny dosáhl 2. místa (2010) a 3. místa (2009, 2012).
V roce 2003 se barvách české stáje Proracing zúčastnil Rally Bohemia.

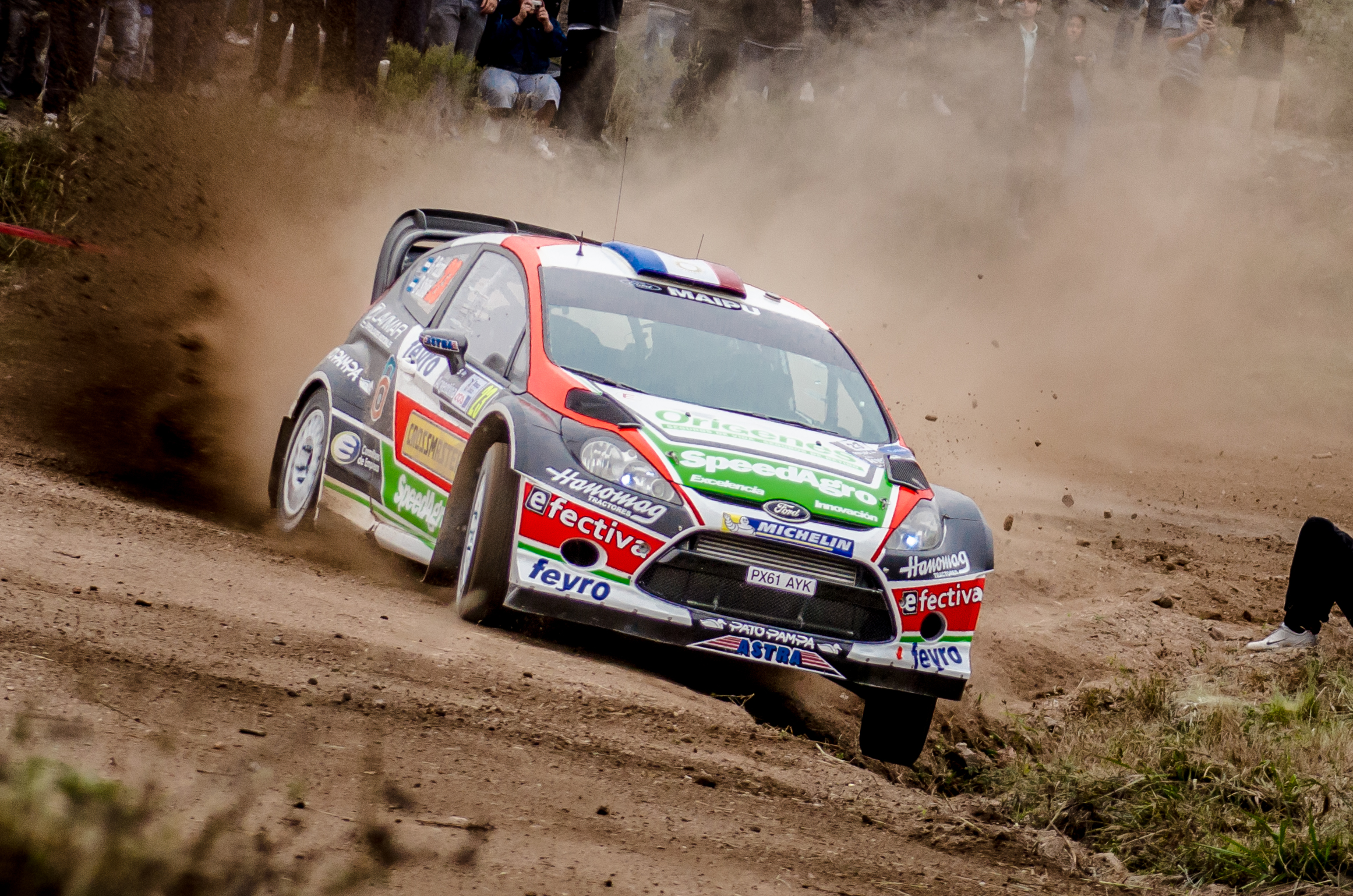
Gabriel Pozzo s vozem Ford Fiesta RS WRC v barvách Qatar WRT na Argentinské rallye 2013

## Výsledky

### WRC
| Rok  | Tým                         | Vůz                      | 1      | 2   | 3       | 4       | 5       | 6       | 7       | 8      | 9       | 10     | 11     | 12      | 13      | 14      | 15     | 16      | PJ   | Body |
| ---- | --------------------------- | ------------------------ | ------ | --- | ------- | ------- | ------- | ------- | ------- | ------ | ------- | ------ | ------ | ------- | ------- | ------- | ------ | ------- | ---- | ---- |
| 1998 | Gabriel Pozzo               | Subaru Impreza WRX       | MON    | SWE | KEN     | POR     | ESP     | FRA     | ARG Ret | GRC    | NZL     | FIN    | ITA    | AUS     | GBR     |         |        |         | –    | 0    |
| 2000 | Gabriel Pozzo               | Mitsubishi Lancer Evo VI | MON    | SWE | KEN Ret | POR Ret | ESP 28  | ARG 10  | GRE 11  | NZL    | FIN Ret | CYP 12 | FRA 29 | ITA Ret | AUS 21  | GBR     |        |         | –    | 0    |
| 2001 | Top Run                     | Mitsubishi Lancer Evo VI | MON 12 | SWE | POR Ret | ESP 18  | ARG 10  | CYP 13  | GRC 13  | KEN 6  | FIN 26  | NZL 18 | ITA 23 | FRA     | AUS 18  | GBR     |        |         | 24th | 1    |
| 2002 | Škoda Motorsport            | Škoda Octavia WRC        | MON    | SWE | FRA     | ESP Ret | CYP 19  |         | GRC Ret | KEN    | FIN     | GER    | ITA    | NZL     | AUS     | GBR     |        |         | –    | 0    |
| 2002 | Škoda Motorsport            | Škoda Octavia WRC Evo2   |        |     |         |         |         | ARG 9   |         |        |         |        |        |         |         |         |        |         | –    | 0    |
| 2003 | Škoda Motorsport            | Škoda Octavia WRC Evo3   | MON    | SWE | TUR     | NZL     | ARG Ret | GRC     | CYP     | GER    | FIN     | AUS    | ITA    | FRA     | ESP     | GBR     |        |         | –    | 0    |
| 2004 | Gabriel Pozzo               | Subaru Impreza WRX STi   | MON    | SWE | MEX     | NZL     | CYP     | GRE     | TUR     | ARG 8  | FIN     | GER    | JPN    | GBR     | ITA     | FRA     | ESP    | AUS     | 34th | 1    |
| 2005 | Subaru Argentina Rally Team | Subaru Impreza WRX STi   | MON    | SWE | MEX     | NZL Ret | ITA     | CYP 17  | TUR Ret | GRE    | ARG 23  | FIN    | GER    | GBR     | JPN Ret | FRA     | ESP    | AUS 11  | –    | 0    |
| 2006 | Gabriel Pozzo               | Mitsubishi Lancer Evo IX | MON    | SWE | MEX Ret | ESP     | FRA     | ARG Ret | ITA     | GRE 18 | GER     | FIN    | JPN 9  | CYP     | TUR     | AUS DSQ | NZL    | GBR     | –    | 0    |
| 2007 | Tango Rally Team            | Mitsubishi Lancer Evo IX | MON    | SWE | NOR     | MEX     | POR     | ARG 13  | ITA     | GRE 23 | FIN     | GER    | NZL 16 | ESP     | FRA     | JPN 9   | IRE 11 | GBR Ret | –    | 0    |
| 2008 | Barattero                   | Subaru Impreza STi N14   | MON    | SWE | MEX     | ARG Ret | JOR     | ITA     | GRE     | TUR    | FIN     | GER    | NZL    | ESP     | FRA     | JPN     | GBR    |         | –    | 0    |
| 2009 | Barattero                   | Subaru Impreza STi N14   | IRE    | NOR | CYP     | POR     | ARG Ret | ITA     | GRE     | POL    | FIN     | AUS    | ESP    | GBR     |         |         |        |         | –    | 0    |
| 2013 | Qatar M-Sport WRT           | Ford Fiesta RS WRC       | MON    | SWE | MEX     | POR     | ARG 11  | GRE     | ITA     | FIN    | GER     | AUS    | FRA    | ESP     | GBR     |         |        |         | –    | 0    |

### PWRC
| Rok  | Tým                         | Vůz                      | 1     | 2       | 3       | 4       | 5     | 6     | 7       | 8       | 9       | 10    | 11    | 12      | 13    | 14  | PJ  | Body |
| ---- | --------------------------- | ------------------------ | ----- | ------- | ------- | ------- | ----- | ----- | ------- | ------- | ------- | ----- | ----- | ------- | ----- | --- | --- | ---- |
| 2000 | Gabriel Pozzo               | Mitsubishi Lancer Evo VI | MON   | SWE     | KEN Ret | POR Ret | ESP 9 | ARG 2 | GRE 1   | NZL     | FIN Ret | CYP 2 | FRA 9 | ITA Ret | AUS 7 | GBR | 3.  | 22   |
| 2001 | Top Run                     | Mitsubishi Lancer Evo VI | MON 4 | SWE     | POR Ret | ESP 1   | ARG 1 | CYP 3 | GRC 1   | KEN 1   | FIN 2   | NZL 2 | ITA 1 | FRA     | AUS 2 | GBR | 1.  | 75   |
| 2005 | Subaru Argentina Rally Team | Subaru Impreza WRX STi   | SWE   | NZL Ret | CYP 4   | TUR Ret | ARG 5 | GBR   | JPN Ret | AUS 3   |         |       |       |         |       |     | 10. | 15   |
| 2006 | Gabriel Pozzo               | Mitsubishi Lancer Evo IX | MON   | MEX Ret | ARG Ret | GRE 2   | JPN 2 | CYP   | AUS DSQ | NZL     |         |       |       |         |       |     | DSQ | 0    |
| 2007 | Tango Rally Team            | Mitsubishi Lancer Evo IX | SWE   | MEX     | ARG 4   | GRE 7   | NZL 4 | JPN 1 | IRE 2   | GBR Ret |         |       |       |         |       |     | 2.  | 30   |
| 2009 | Barattero                   | Subaru Impreza STi N14   | NOR   | CYP     | POR     | ARG Ret | ITA   | GRE   | AUS     | GBR     |         |       |       |         |       |     | –   | 0    |

### IRC
| Rok  | Tým       | Vůz                    | 1   | 2   | 3     | 4   | 5   | 6   | 7   | 8   | 9   | 10  | 11  | 12  | PJ  | Body |
| ---- | --------- | ---------------------- | --- | --- | ----- | --- | --- | --- | --- | --- | --- | --- | --- | --- | --- | ---- |
| 2010 | Barattero | Subaru Impreza STi N14 | MON | BRA | ARG 4 | CAN | ITA | BEL | AZO | MAD | CZE | ITA | SCO | CYP | 19. | 5    |

### MČR
| Rok  | Tým       | Vůz               | 1   | 2   | 3   | 4       | 5   | 6   | 7   | PJ | Bod. |
| ---- | --------- | ----------------- | --- | --- | --- | ------- | --- | --- | --- | -- | ---- |
| 2003 | Proracing | Škoda Octavia WRC | ŠUM | VAL | KRU | BOH Ret | BAR | PŘÍ | TŘE | NC | 0    |